# Segesdy László
Segesdy László (írói álneve: Harry Hood; Budapest, 1899. január 17. – München, 1975. december 12.) író, forgatókönyvíró, költő, dalszövegíró.

## Élete
Szülei Segesdy Károly és Zlatzky Rebeka voltak.
Budapesten az Új Időkben és számos más napi- és hetilap irodalmi rovatában jelentek meg írásai. 1926. június 30-án vette feleségül Szántó Ibolyát. Legtöbb kisregénye a Friss Újság Színes Regénytára sorozatban jelent meg. Több híres, sikeres film forgatókönyvét és számos dalszöveget írt. 1945-ben vándorolt ki Argentínába, majd Brazíliában, végül Nyugat-Németországban telepedett le.

## Művei
Regények:
- Leon André, detektívregény, Új Barázda Lapkiadó RT., Budapest, 1926, 52 oldal
- A koporsó, fantasztikus regény, Tolnai Nyomdai Műintézet és Kiadóvállalat Rt., Budapest, 127 oldal
- A fegyenc, Tolnai Nyomdai Műintézet és Kiadóvállalat Rt., Budapest, 126 oldal
- A repülő ember; Háry János detektivtörténetei, Tolnai regénytára, Tolnai Nyomdai Műintézet és Kiadóvállalat Rt., Budapest, 128 oldal
- Szerelem az élet, Tolnai Nyomdai Műintézet és Kiadóvállalat Rt., Budapest, 126 oldal
- Harry Hood: Leányrablás, Világvárosi Regények 10., 1932
- A Pók hálójában, Gong 26., Budapest, 63 oldal
- A Bíbor banda, Friss Újság Színes Regénytára 1., Budapest, 1935, 94 oldal
- Az őserdő foglyai, Friss Újság Színes Regénytára 15., Budapest, 1935, 92 oldal
- A sárga sátán, Friss Újság Színes Regénytára 24., Budapest, 1935, 92 oldal
- A halálraítélt város, Friss Újság Színes Regénytára 44., Budapest, 1936, 93 oldal
- A játék ördöge, Friss Újság Színes Regénytára 57., Budapest, 1937, 93 oldal
- A sárga ellenség, Friss Újság Színes Regénytára 68., Budapest, 1937, 78 oldal
- Kincses sziget, Friss Újság Színes Regénytára 105., Budapest, 1938, 77 oldal
- Két szív harca, A Friss Újság ajándéka sorozat, Budapest, 96 oldal
- Harry Hood: Az aranyhajó, Radiant, Szeged, 2000, 142 oldal, ISBN 9630052024
- Haláltorony, Labirintus sorozat 1., Skíz Könyv- és Lapkiadó Kft., Budapest, 41 oldal, ISBN 963-7505-18-0

Versek:
- Határkő, Kiválasztott – régi és új – versek, Bibor Könyvkiadó, Budapest, 1943, 239 oldal

Dalszövegek:
- Csere-bere (1940)
- Akit elkap az ár (1941)
- Szabotázs (1941)
- Régi keringő (1941)
- Egér a palotában (1942)
- Segesdy László, Dolecskó Béla-Feleky László - Te vagy a dal - Dal és slowfox
- Mért is szeretünk... Angol keringő a „Szabotázs” című hangosfilmből

Forgatókönyvek:
- Szervusz, Péter! (magyar vígjáték, 1939, rendezte: Szlatinay Sándor)
- Pepita kabát (magyar romantikus kalandfilm, 1940, rendezte: Martonffy Emil) Szilágyi Lászlóval[1]
- Édes ellenfél (magyar vígjáték, 1941, rendezte: Martonffy Emil) Szilágyi Lászlóval és Martonffy Emillel
- Éjféli gyors (1942, rendezte: Rodriguez Endre)
- Afrikai vőlegény (magyar vígjáték, 1944, rendezte: Balogh István) Nóti Károllyal
- Második Magyar Kívánsághangverseny (1944, befejezetlen)

Meg nem valósult filmforgatókönyvei:
- Királyok nótása, nótások királya
- Dankó Pista (1937), Lestyán Sándorral
- Egri csillagok (1942), Kerekes Imrével
- A boldog ember (1943)
- Zúg a Nemere (1944)